# اچ‌ام‌اچ‌اس نیوفاندلند
اچ‌ام‌اچ‌اس نیوفاندلند (به انگلیسی: HMHS Newfoundland) نام یک کشتی است که طول آن ۴۰۶٫۱ فوت (۱۲۳٫۸ متر) می‌باشد. این کشتی در سال ۱۹۲۵ ساخته شد.